# 彩铃 (中国移动)
彩铃™是中国移动推出的个性化回铃音业务，属于移动梦网的一部分。中国移动旗下的全球通、神州行、动感地带均开通了彩铃业务，可以通过包月、逐个下载等方式定制回铃音。

## 概述
当用户定制彩铃业务之后，可以在对方拨打自己的电话并等待接通时不再听到单调的“嘟嘟”声，而是播放自己定制的个性声音，通常为音乐片段或者搞笑声音片段。彩铃业务可以彰显用户的个性，也可以用来作为广告宣传。彩铃业务指移动用户自行设定个性化回铃音后。移动用户可以到营业厅办理此业务，也可以通过短信等方式开通此业务。
2003年，中国移动通信集团公司率先将彩铃业务在上海、广东、北京和浙江四省市开展。之后中国移动通过彩铃业务推出了12530移动音乐门户网站，用户在付费购买彩铃时与唱片公司或者音乐片段提供商进行收益分成，形成了移动数字音乐销售产业。但之后市场饱和后，彩铃业务逐渐退出市场。